# سد گابریک
سد گابریک یک سد خاکی با هسته آسفالتی در دست ساخت بر روی رودخانه فصلی گابریک در ۷۵ کیلومتری شرق بندر جاسک در استان هرمزگان است که حجم مخزنی برابر ۲۶۷ میلیون متر مکعب دارد. کار احداث جاده ۲۱ کیلومتری تا محل سد در بهمن ماه سال ۱۴۰۱ آغاز شد.
این سد با طول تاج به ارتفاع ۸۵ متر از پی و ۳۶۶ متر از سطح دریا و با سه دهانه تخلیه آب به ارتفاع ۶ متر، عرض ۵ متر با طول بدنه ۲۲۸ متر و با ظرفیت تخلیه ۱۶۴۶ متر مکعب بر ثانیه ساخته می‌شود.